# Джада (плато)

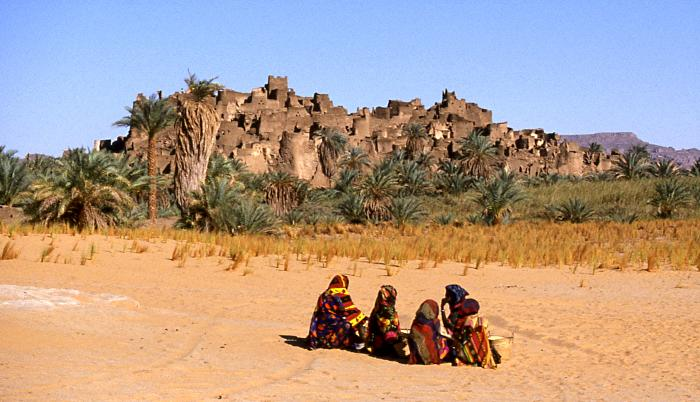
Плато Джада

Джада (фр. Djado Plateau) — плато, яке знаходиться на північному сході Нігера. Плато має висоту 1042 метри. Відоме своїми наскельними малюнками (переважно зображення вимерлих ссавців).